# ذخیره‌گاه زیست‌کره کالاکمول
ذخیره‌گاه زیست‌کره کالاکمول (به اسپانیایی: Reserva de la biosfera de Calakmul) یک ذخیره‌گاه زیست‌کره در مکزیک است که در Calakmul Municipality, Campeche, Mexico واقع شده‌است.